# Richard Shirreff
Richard Shirreff (n. en Kenia en 1955) militar británico, fue comandante de la División Multinacional Sudeste en Irak entre julio de 2006 y enero de 2007 para luego convertirse en Vice Comandante Supremo Aliado en Europa (DSACEUR).

## Biografía
Richard Shirreff nació en Kenia en 1955, donde pasó sus primeros años. Educado en Inglaterra, en Oundle y Exeter College de Oxford (Historia Moderna), recibió instrucción en la Academia militar de Sandhurst en la división Húsares del Rey 14th/20th en 1978. Su servicio militar transcurrió en Alemania, Canadá, el Reino Unido, Irlanda del Norte, el Golfo y, mientras estaba conectada al sexto Rifles Gurkha de la reina Isabel durante un año, Hong Kong y Brunéi. Comandó la división Real de Húsares del Rey entre 1994-96.
Asistió al Curso de Estado Mayor del Ejército en Camberley en 1987, el Curso Superior de Comando y Estado Mayor en 1999 y el plazo de la Fundación del Real Colegio de Estudios de Defensa en 2003. Ha sido: Jefe de Estado Mayor, jefe de los cuarteles de la 33 Brigada Blindada, asistente militar del Comandante último Comandante en Jefe, Ejército británico del Rin y el comandante del Grupo de Ejércitos del Norte, el coronel de planes del Ejército en el Ministerio de Defensa, Principal de Estado Mayor ante el Jefe de la Defensa y el Jefe del Comando de Personal de los cuarteles de las fuerzas de Tierra.
Él comandó la séptima Brigada Acorazada 1999-2000, entre otras cosas, que forman el núcleo de una brigada multinacional en Kosovo y 3 ª División (Reino Unido) desde 2005-2007. Durante este tiempo desplegó la División Multinacional Sudeste en Irak entre julio de 2006 y enero de 2007. Él ha comandado en las operaciones en todos los niveles de pelotón a la división. Esto ha incluido en combate en la Guerra del Golfo como jefe de escuadrón tanque, las operaciones de contrainsurgencia en el papel de la infantería en Irlanda del Norte (tres viajes), junto con Irak y Kosovo. Se graduó como paracaidista militar en 2005. Asumió el Mando del Cuerpo Aliado de Reacción Rápida en diciembre de 2007.
Se confirmó que en 29 de septiembre de 2010, el Comandante de la aliada de Reacción Rápida del Cuerpo, el Teniente General Sir Richard Shirreff KCB, CBE (Real Late Rey Húsares) fue nombrado para ser vicecomandante supremo aliado en Europa (DSACEUR) en la sucesión al General Sir John McColl en el rango de General. Tomó posesión de su nuevo cargo en marzo de 2011. Ya se ha anunciado que el próximo COMARRC a ser el General de División James Bucknall. Shirreff ha comandado la ARRC desde enero de 2007.

## Vida privada
Está casado con Sarah-Jane y tienen dos hijos adultos. Él tiene una fascinación duradera para la historia, especialmente la historia militar, le gustaría leer más ampliamente y le encanta viajar. Intereses deportivos incluyen el esquí (alpino y de turismo), juego de disparo y el ciclismo. Es Presidente de la Asociación de Servicios Combinados deportivos adaptables y Presidente de Esquí RAC.

## Nombramientos honoríficos
Es Coronel Honorario de la Royal Yeomanry Wessex, el coronel honorario de la Universidad de Oxford OTC. Él es un miembro honorario de la Sociedad Salters 'y un hombre libre de honor de la ciudad de Londres. 